# Похований живцем
«Похо́ваний живце́м» (англ. Buried) — іспанський трилер 2010 року режисера Родріго Кортеса з Раяном Рейнольдсом у головній ролі.

## Сюжет
Головний герой фільму Пол Конрой опиняється похованим живцем із обмеженою кількістю кисню. При собі у нього запальничка Zippo та мобільний телефон BlackBerry 8900. Він телефонує до федеральних служб, намагаючись знайти вихід зі свого становиська. Із цих розмов глядач дізнається, що Пол працює водієм в Іраку за контрактом із компанією «CRT». Їхня колона втрапила у засідку та була розстріляна, а Пол знепритомнів і прокинувся вже у труні. Раптово телефонує якийсь чоловік, що розмовляє з арабським акцентом. З'ясовується, що Пол був непритомний і терористи закопали його, а тепер просять 5 мільйонів доларів у найближчі дві години, а також вимагають зробити на телефон відеозапис, у якому він повинен повідомити про свій стан, та надіслати це терористам. Пол погоджується, але телефонує до Державного департаменту США і повідомляє про терористів. Представники Держдепу відмовляються платити за нього викуп і говорять, що він може зателефонувати до такого собі Дена Бренера — керівника відділу боротьби із захопленням заручників в Іраку. Бренер згоджується допомогти, але йому потрібний час, щоби вирахувати телефонний номер терористів і прибути на місце. Пол питає у Бренера, чи багатьох він врятував за час своєї роботи. Бренер відповідає, що врятував студента — Марка Вайта. У відчаї Конрой робить запис, про який говорив терорист. Його викладають на Youtube, і Ден розсерджений, але продовжує допомагати Полу. Пол телефонує до своєї старої матері до будинку пристарілих і каже про те, що любить її. Йому телефонує керівник відділу і говорить, що він звільнений і жодної відповідальности за його здоров'я він не поносить. До нього телефонує Ден і каже, що вони вже близько і знають, де він. Пісок сиплеться до ящику, його дедалі більше й більше. Пол записує відеозаповіт. До нього телефонує його дружина, він каже, що його ось-ось дістануть. Телефонує Ден, він чує по телефону, як відкопують, але відкопують не його, а Марка Вайта. Камеру повністю накриває піском. Світло гасне. У тиші чутно голос Дена, який просить пробачення. У темряві тривають титри з веселою музикою.

## У ролях
- Раян Рейнольдс — Пол Конрой
- Івана Міньо — Памела Лутті
- Стівен Тоболовскі — Алан Дейвенпорт (голос)
- Саманта Метіс — Лінда Конрой (голос)
- Роберт Патерсон — Ден Бренер (голос)

## Навколо фільму
Фільм знятий у Барселоні за 17 днів. Було використано 7 трун.
Прем'єра відбулась на кінофестивалі «Санденс» 23 січня 2010 року. У США фільм вийшов в обмежений прокат 24 вересня 2010, а широкий — 29 жовтня.
«Похований живцем» отримав переважно позитивні відгуки кінокритиків. На Rotten Tomatoes у фільму 86 % позитивних рецензій зі 152. На Metacritic — 65 балів зі 100 на основі 29 оглядів. Відомий кінокритик Роджер Еберт оцінив фільм у 3,5 зірки з 4-х. Variety відмічає, що його фабула - похідна від відомого трилера «Зникнення» (1988).

## Цікаві факти
- Саманта Метіс, яка грає дружину Пола Конроя, в 1990 році знялась у фільмі «83 години до світанку», в якому вона була похована живцем.[5]
- Продакт-плейсмент: марка телефону Пола — BlackBerry, марка запальнички — Zippo, марка годинника — Hamilton.